# تغريد السنهوري
تغريد السنهوري، هي مُخرجة أفلام وثائقية ومُنتجة إعلامية سودانية بريطانية مُقيمة في لندن.

## وصلات خارجية
- تغريد السنهوري‎ على موقع IMDb (الإنجليزية)